# Pancéřovka 27
Pancéřovka 27 — противотанковый гранатомёт, разработанный в Чехословакии.

## История
Гранатомёт был разработан в конце 1940-х годов и принят на вооружение в 1951 году.
В мае 1955 года была создана Организация Варшавского Договора, предусматривавшая стандартизацию вооружения и военной техники стран-участников, и выпуск чехословацкого гранатомёта был прекращён. В дальнейшем в качестве стандартного образца был взят советский гранатомёт РПГ-7.
Во второй половине 1960х годов в ходе войны во Вьетнаме были отмечены случаи использования гранатомётов этого типа партизанами НФОЮВ.

## Конструкция
Представляет собой дульнозарядное гладкоствольное оружие, конструктивный аналог 40-мм советского гранатомёта РПГ-2, калибр ствола которого увеличен до 45 мм.
Прицел складной, с делениями для стрельбы на дистанцию от 50 до 150 метров (с делениями на 50, 75, 100, 125 и 150 метров).
В качестве боеприпасов использовались 110-мм надкалиберные кумулятивные гранаты. Длина выстрела - 720 мм, масса - 3,75 кг.

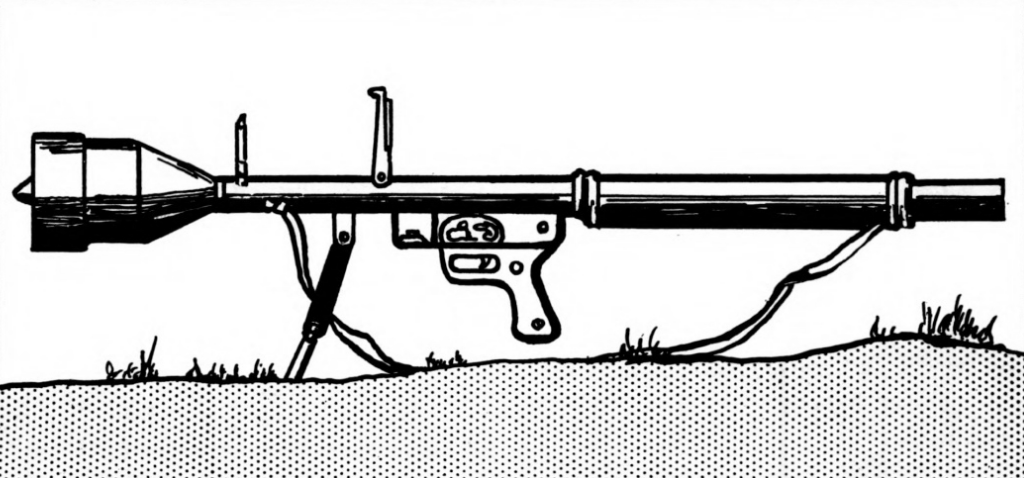
изображение гранатомёта в военном журнале США «Military Review»

## Страны-эксплуатанты
- Вьетнам[2]

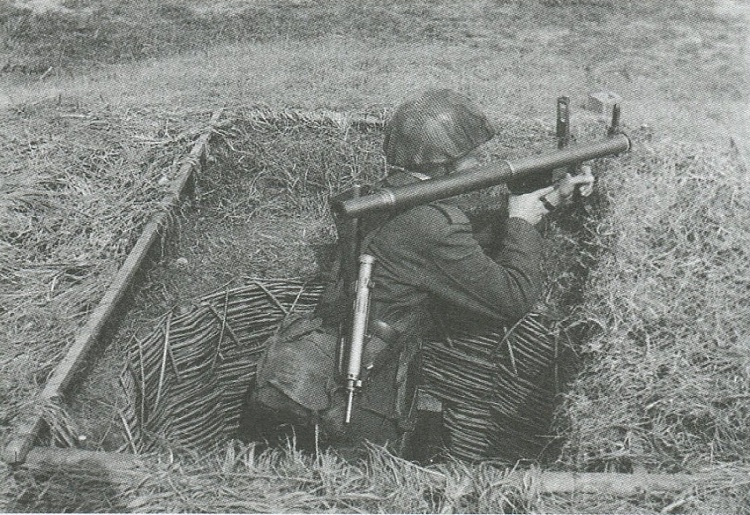
солдат с гранатомётом P-27

- ПНР — в 1952—1955 гг. некоторое количество поступило на вооружение Польской Народной армии
- Чехословакия[3] — заменён на РПГ-7[1]